# Montceau-et-Écharnant
Montceau-et-Écharnant é uma comuna francesa na região administrativa da Borgonha-Franco-Condado, no departamento de Côte-d'Or. Estende-se por uma área de 19,67 km². Em 2010 a comuna tinha 189 habitantes (densidade: 9,6 hab./km²).